# Forensisch onderzoek
Forensisch onderzoek of forensische wetenschap is sporenonderzoek dat gedaan wordt ten behoeve van het strafrechtelijk onderzoek.

## Beschrijving van het vakgebied
Forensisch onderzoek helpt bij het opsporen van daders of de oorzaken van (mogelijke) misdrijven op basis van wetenschappelijk bewijsvoering. Dit soort onderzoek wordt gedaan door zowel de afdeling forensische opsporing van de politie als speciale onderzoeksinstituten zoals het Nederlands Forensisch Instituut (NFI) en het Belgische Nationaal Instituut voor Criminalistiek en Criminologie (NICC) en daarnaast ook door diverse particuliere onderzoekers.
Het woord forensisch betekent "de rechtspraak ten dienst staand" en stamt af van het Latijnse woord forum (markt, bestuurlijk centrum), dat duidt op het openbare karakter van de rechtspraak.
Een eenvoudig voorbeeld van forensisch onderzoek is de bepaling van de verstreken tijd tussen het overlijden en het ontdekken van het lichaam.

## Luminol
Bij forensisch onderzoek wordt gebruikgemaakt van de chemische stof luminol (C8H7N3O2). Deze stof wordt gebruikt om met het blote oog niet-zichtbare resten bloed zichtbaar te maken. De stof licht na het aanbrengen gedurende circa dertig seconden blauw op. Zelfs als het bloed is verwijderd met een allesreiniger kan luminol nog de aanwezigheid van bloedresten aantonen. Luminol kan ook gebruikt worden om bloed in urine aan te tonen. Dit kan ook een nadeel zijn, omdat in de urine van huisdieren vaak kleine resten bloed zit en dat kan dus ten onrechte wijzen op het bloed dat door een misdrijf veroorzaakt zou zijn. Een ander neveneffect van luminol is dat het ook oplicht in de aanwezigheid van (een legering van) koper.

## Onderzoeksgebieden

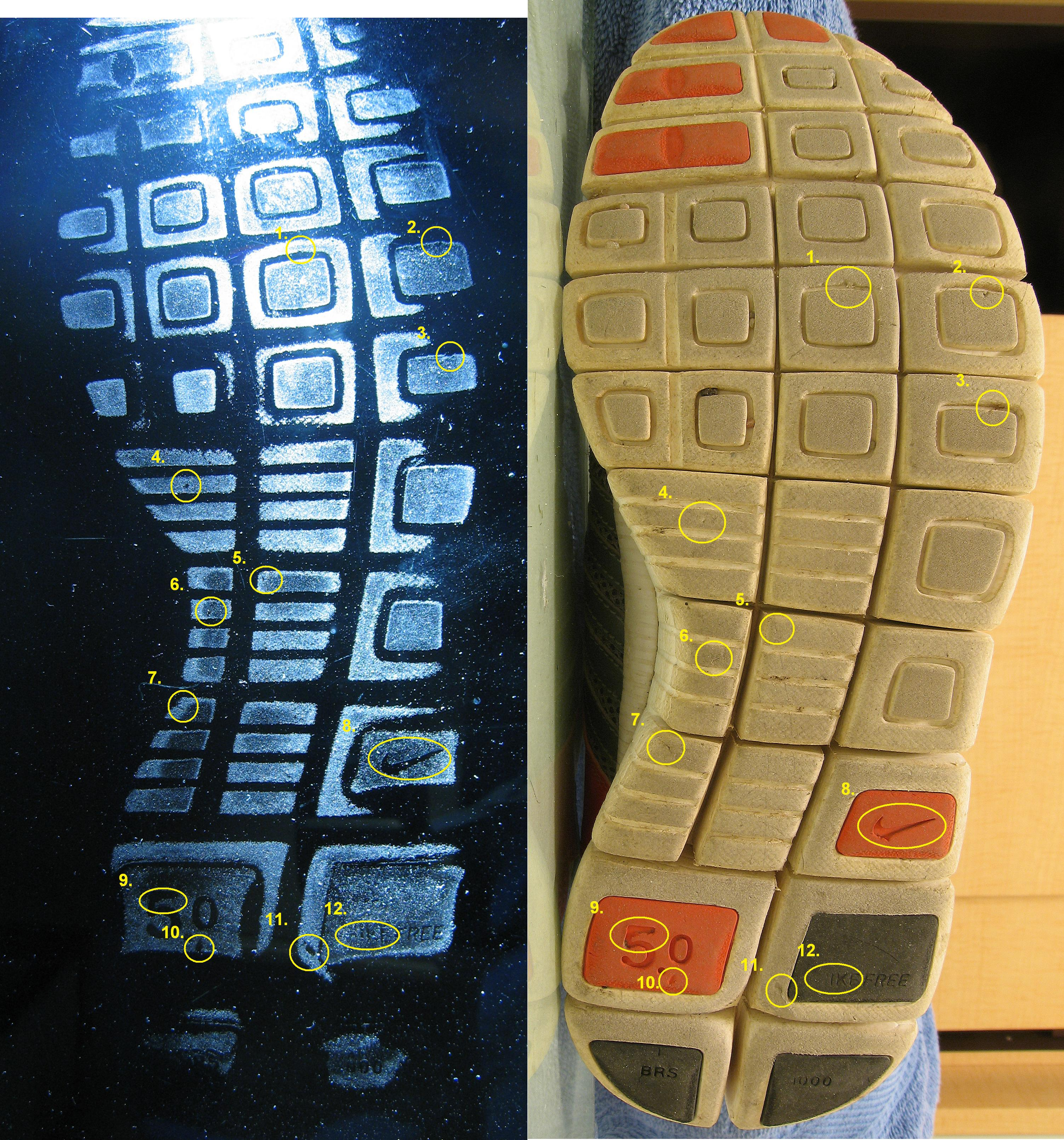
Links: schoenspoor op de plaats delict. Rechts: schoen van de verdachte. Rondjes geven de overeenkomsten aan: bewijs dat de schoen (niet per definitie de verdachte) op de plaats delict was.

Onderzoeksgebieden binnen de forensische wetenschap zijn:
- Antropologisch onderzoek
- Ballistiek (onderzoek wapens en munitie)
- Biometrie
- Bloedspatpatroononderzoek
- Brandonderzoek
- Chemische identificatie
- Dactyloscopie (zichtbaar maken, vergelijken en identificeren van vingerafdrukken)
- Datacommunicatie
- DNA-onderzoek en DNA-verwantschapsonderzoek
- Digitale sporen (onderzoek aan computers, digitale media, gsm's en andere elektronica, internetsporen etc.)
- Documentonderzoek (onderzoek van dreig- en losgeldbrieven, maar ook bijvoorbeeld verbrande, nat geworden of beschadigde documenten)
- Drugsanalyse
- Entomologie
- Forensische accountancy
- Forensische archeologie[1]
- Forensische exhumatie (opgraving)
- Forensisch milieuonderzoek
- Forensische fotografie en video-onderzoek(onderzoek naar de authenticiteit, integriteit en herkomst van foto's en fotografische materialen en onderzoek ter identificatie van op foto's afgebeelde personen of voorwerpen)
- Forensische geneeskunde
- Forensische informatica
- Forensisch duiken
- Forensische pathologie (ontstaan en verloop van ziekten, vaststellen doodsoorzaak)
- Forensische psychiatrie
- Forensische reconstructie (de HOE)
- Forensisch schriftonderzoek (taalkunde, papier-/inktonderzoek en handschriftonderzoek)
- Forensisch stamboomonderzoek
- Forensische statistiek
- Geurproef (getrainde hond koppelt verdachte aan object)
- Glasonderzoek
- Haaronderzoek
- Handschriftonderzoek
- K.I.V. (Kras, Indruk en Vormsporen)
- Materiaalkundig onderzoek (breuk, corrosie, mechanische eigenschappen e.d.)
- Microsporenonderzoek
- Milieuonderzoek
- Schotrestenonderzoek
- Toxicologie
- Verfonderzoek
- Verkeer
- Vezel- en textielonderzoek
- Voertuigidentificatie
- Werktuigsporenonderzoek

## Televisieserie CSI
Dankzij de televisieserie CSI: Crime Scene Investigation heeft het forensisch onderzoek bekendheid bij het grote publiek gekregen. De serie is wereldwijd bekend.
Het team in CSI moet strafrechtelijke zaken oplossen, bijvoorbeeld een moord, een verkrachting of brandstichting.
De hoofdrolspeler en hoofd van het onderzoeksteam is Gil Grissom (William Petersen). Hij is een forensisch entomoloog.
Een forensisch entomoloog bestudeert hoe insecten gedijen in en op een rottend lijk. In het Nederlands Forensisch Instituut is geen forensisch entomoloog werkzaam. Gemiddeld wordt vier keer per jaar de assistentie ingeroepen van entomologen van het Naturalis, het Nationaal Natuurhistorisch Museum in Leiden. De entomologen pleiten al enige jaren voor meer aandacht voor hun onderzoeksgebied, omdat in andere landen (zoals de VS en Duitsland) veel meer informatie kan worden achterhaald door forensisch entomologen.
Er is ook kritiek op de serie, omdat het zgn. CSI-effect ervoor kan zorgen dat slachtoffers en betrokkenen onredelijk hoge verwachtingen krijgen van de waarde van een forensisch onderzoek. Een ander gevolg van de serie is, dat er gedacht wordt dat het onderzoeksrapport een dader aan kan wijzen, waar in werkelijkheid de interpretatie van het verzamelde bewijs niet bij de onderzoekers ligt.